# Engeløya (Svalbard)
Engeløya est une île norvégienne située dans le Ginevrabotnen, un kilomètre au nord de Barentsøya au Svalbard.

L'île est ainsi nommée d'après Ernst Engel (1821-1896), statisticien allemand.
L'île est constituée de pierres avec des parties de galets. L'île est plate : c'est en son centre qu'elle connait son point culminant qui atteint 10 m. La végétation se compose de lichen et de mousses. En période de couvaison il a été observé plusieurs espèces d'oiseaux sur l'île dont principalement la sterne arctique et le plongeon catmarin.